# Notropis tropicus
Notropis tropicus är en fiskart som beskrevs av Hubbs och Miller, 1975. Notropis tropicus ingår i släktet Notropis och familjen karpfiskar. Inga underarter finns listade i Catalogue of Life.